# Gracielanthus
Gracielanthus é um género botânico pertencente à família das orquídeas (Orchidaceae).